# 增田俊郎
增田俊郎（1959年10月28日—）是日本電子樂器演奏者、作曲家和音樂監督。

## 個人簡介
- 日本東京出生。現在為日本動畫、綜藝節目、遊戲等音樂總監或配樂人。

- 在動畫片的音樂中，曾為由櫻井弘明等執導的動畫，如外星BB撞地球、十兵衛、少女十七減十一等創作插曲或主題曲。

## 參與製作

### 動畫
- 致命的愤怒：饿狼传说（日语：バトルファイターズ 餓狼伝説）（1992年）
- 晴天Pig Pig（1997年～1998年）
- 十兵衛 - 心形眼罩的秘密（1999年）
- 時空偵探（1998年～1999年）
- 迷糊女戰士（1999年～2000年）
- 此时此刻的我（1999年～2000年）※OP及ED編曲
- 外星BB撞地球（2000年）
- Di Gi Charat（2000～2001年）
- 袖珍女侍小梅（2000年）
- 爆笑四人组（2000年）
- 魔力女管家（2001年）
- 青出於藍（2002年）
- 火影忍者（2002年～2007年）※與六三四Musashi合作
- 魔力女管家～更美麗的事物～（2002年）
- Di Gi Charat 2（2003年）
- 少女十七減十一（2003年）
- 青出於藍～緣～（2003年）
- 十兵衛2 - 西伯利亞柳生的逆襲（2004年）
- 俏皮劍俠小紅帽（2005年）
- 蟲師（2005年）
- 惡靈系列（2006年）
- 鬍子小雞（2009年）
- 元氣少女緣結神（2012年）
- 信長的忍者（2016年）

### OVA
- 动画制作进行黑美（2001年）
- Puni Puni Poemy（2001年）
- 动画制作进行黑美2（2003年）

## 元气少女缘结神的音乐
- 托された想い
- 神乐舞
- 雲珠桜
- 孤傲の野狐巴卫
- 神事と勉学…二足のワラジ
- 元氣少女緣結神 立ち退き→公園ベンチ→廃神社
- 天使LA☆TEN☆SEE
- 堕天使DA☆TEN☆DIE
- 翼☆バサ☆ハザード

## 外部連結
- 増田俊郎 Profile （页面存档备份，存于）（株式会社パワー・ボックス）